# Brooke Deberdine
Pour les articles homonymes, voir Deberdine.
Brooke Deberdine est une joueuse américaine de hockey sur gazon. Elle évolue au poste de milieu de terrain au Nook Hockey et avec l'équipe nationale américaine.

## Biographie
- Naissance le 19 mai 1999 à Millersville.
- Élève à l'Université du Maryland.
- Sœur d'Emma Deberdine, également internationale américaine.

## Carrière
Elle a été appelée en équipe première en juin 2021 et a joué son premier match le 26 novembre 2021 contre le Canada en Californie.